# Colli Perugini rosso
Il Colli Perugini rosso è un vino DOC la cui produzione è consentita nelle province di Perugia e Terni.

## Caratteristiche organolettiche
- colore: rosso rubino più o meno intenso.
- odore: vinoso, delicato con profumo caratteristico.
- sapore: asciutto, sapido, di buon corpo.

## Produzione
Provincia, stagione, volume in ettolitri
- Perugia  (1990/91)  3190,64
- Perugia  (1991/92)  1863,24
- Perugia  (1992/93)  4837,18
- Perugia  (1993/94)  2966,74
- Perugia  (1994/95)  2804,39
- Perugia  (1995/96)  2509,22
- Perugia  (1996/97)  3467,1